# Дебижев, Сергей Геннадьевич
Сергей Геннадьевич Дебижев (род. 1 августа 1957, Ессентуки) — советский и российский кинорежиссёр, сценарист, актёр, художник, оператор, клипмейкер, педагог. Заслуженный деятель искусств Российской Федерации (2025).

## Биография
Окончил Ленинградское художественное училище имени В. А. Серова (1977, специальность «Дизайн — графика»), Ленинградское высшее художественно-промышленное училище имени В. И. Мухиной (1982, факультет системного дизайна). Преподавал композицию в училище им. Серова.
Участник многочисленных выставок художественных работ (дизайн, графика, живопись). Режиссёр и сценарист документальных и художественных фильмов, автор видеоклипов, автор и режиссёр телепрограмм.

## Фильмография

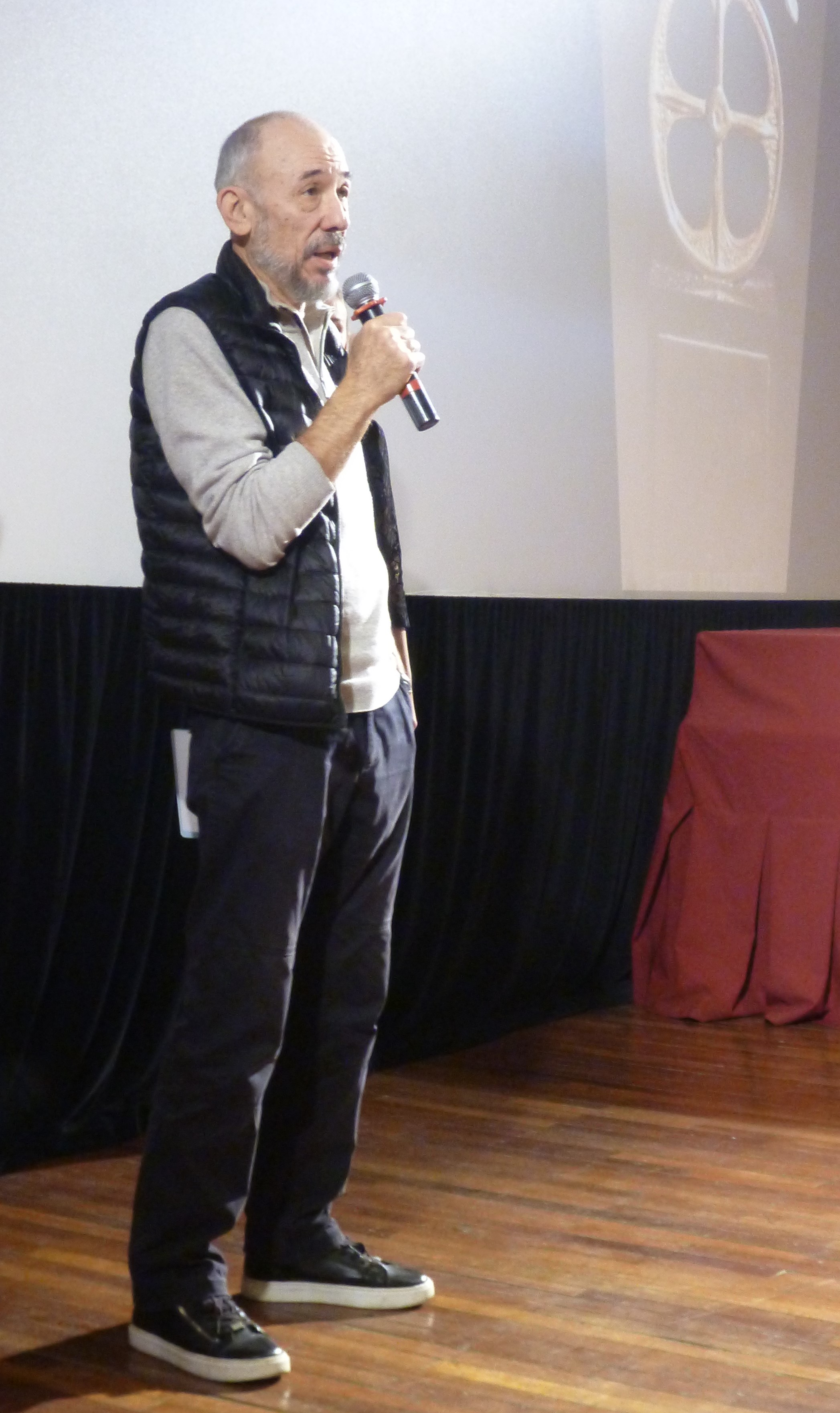
Сергей Дебижев на фестивале «Россия» представляет фильм «Святой Архипелаг», 4 октября 2022 года

- 1987 — Ампир — художник-постановщик
- 1987 — Жертва вечерняя — художник-постановщик
- 1989 — Жажда — режиссёр
- 1989 — Ты успокой меня — режиссёр
- 1990 — Золотой сон — режиссёр
- 1990 — Красное на красном — режиссёр
- 1991 — Двуликий Янус — режиссёр
- 1992 — Два капитана 2 — режиссёр, автор сценария. В главных ролях: Борис Гребенщиков, Сергей Курехин. Культовый фильм 90-х годов
- 1992 — Комплекс невменяемости — режиссёр, соавтор сценария
- 1993 — Над тёмной водой — актёр
- 1995 — Зрелище — режиссёр, автор сценария
- 1995 — Порок и святость (сценарий) — соавтор сценария совместно с Сергеем Курехиным
- 1997 — Брат — актёр
- 1999 — 1812 — режиссёр, автор сценария
- 2002 — В реальном времени — режиссёр
- 2004 — цикл документальных фильмов «В реальном времени» — режиссёр, автор сценария. «Испания», «Италия», «Израиль», «Таиланд», «Индия», «Камбоджа»
- 2010 — Золотое сечение (Сезон дождей) — режиссёр, автор сценария. В главных ролях: Алексей Серебряков, Ксения Раппорт. В ролях: Рената Литвинова, Михаил Ефремов, Виктор Вержбицкий.
- 2011 — Сергей Курёхин — человек, который изменил мир — режиссёр, автор сценария
- 2012 — Сердце моё — Астана — режиссер, автор сценария
- 2013 — Русский сон — режиссёр, автор сценария
- 2014 — Последний рыцарь империи — режиссёр, автор сценария. Фильм про известного русского писателя, мыслителя и монархиста — Ивана Солоневича. Съемки проходили в г. Москве, Санкт-Петербурге, Берлине, Мюнхене, Вене, Буэнос- Айресе и Монтевидео.
- 2016 — Гимн Великому городу — режиссер, автор сценария
- 2017 — Раскалённый хаос — режиссёр, автор сценария
- 2019 — Теория Хаоса — режиссер, автор сценария
- 2020 — Крым небесный — режиссер, автор сценария
- 2020 — ПАУЗА в Санкт-Петербурге — режиссёр, автор сценария. Фильм о самоизоляции с позиции творческого человека, художника и автора. Тизер фильма появился на Ютуб канале кинокомпании «Два Капитана» 22 мая 2020 года.
- 2021 — Рок за гранью — режиссер, автор сценария. Фильм о главных героях русского рока; Борисе Гребенщикове, Викторе Цое и Сергее Курехине
- 2021 — Крым: terra incognita — режиссер, автор сценария. По заказу Русского географического обществ
- 2022 — Хлеб, «Север» и кобальт — режиссер, автор сценария. Фильм о Блокаде Ленинграда.
- 2022 — Святой Архипелаг — режиссер, автор сценария. Фильм о Соловецком Архипелаге
- 2023 — Город золотой — режиссёр.
- 2024 — Крест — режиссер, автор сценария.

## Награды
- 2022 — Приз за лучший документальный фильм 44-го Московского международного кинофестиваля («Святой Архипелаг»)[1]
- 2022 — Гран-при фестиваля «Свидание с Россией» в Архангельске («Святой Архипелаг»)[2].
- 2023 — Специальный приз жюри кинофестиваля «Выборг 2023» «За вечную молодость» («Город золотой»)[3]
- 2023 — Лучший полнометражный фильм в первой Российской национальной премии в области неигрового кино «Золотая свеча» («Святой Архипелаг»)[4].
- 2025 — Заслуженный деятель искусств Российской Федерации (6 августа 2025 года) — за вклад в развитие отечественной культуры и искусства, многолетнюю плодотворную деятельность[5].